# Хряпа, Николай Владимирович
Николай Владимирович Хряпа (7 июня 1979, Киев — 27 июня 2024) — украинский и российский баскетболист.
Старший брат российского баскетболиста Виктора Хряпы. В 2007 году завершил карьеру. Чемпион Украины в составе БК «Одесса» 2001/02. Обладатель Кубка чемпионов ФИБА (2004) в составе БК «УНИКС» (Казань). Мастер спорта международного класса (2004 год).
Выступал за саратовский клуб «Автодор» с 1995 по 2001, в сезоне 1998/99 признавался лучшим молодым игроком Евролиги.
Скончался 27 июня 2024 года в возрасте 45 лет.